# Odostomia virginalis
Odostomia virginalis är en snäckart. Odostomia virginalis ingår i släktet Odostomia och familjen Pyramidellidae. Inga underarter finns listade i Catalogue of Life.